# Jocko Willink
Pour les articles homonymes, voir Willink.
John Gretton Willink, dit Jocko Willink, né le 8 septembre 1971, est un auteur américain, podcasteur, entrepreneur et lieutenant commander retraité des Navy SEALs.

## Biographie
Engagé à l'âge de 18 ans dans la marine américaine, puis déployé en Asie, au Moyen-Orient et en Europe avec les unités SEAL Team One et SEAL Team Two, Jocko Willink officiera  dans l'unité SEAL team Three en tant que Commander de la Task Unit Bruiser, durant la bataille de Ramadi en 2006. Ainsi ont servi à ses côtés en Irak le tireur d'élite Chris Kyle, Michael A. Monsoor, mort au combat à Ramadi et Jonny Kim, ancien sniper et médecin militaire SEAL employé par la NASA. Willink a également servi en tant qu'instructeur Navy SEAL au cours de sa carrière.
Retraité de l'armée en 2010, il est le co-auteur, avec son camarade d'armes Leif Babin, de Extreme Ownership: How U.S. Navy SEALs Lead and Win, classé no 1 dans la New York Times Best Seller list de décembre 2015, et dont la traduction en français est éditée par les éditions Ring. Willink est un diplômé de l'université de San Diego (2003). Il fonde la société de conseil Echelon Front en 2014, intervient régulièrement en tant qu'expert militaire et éditorialiste pour la chaîne de télévision conservatrice Fox News,, et anime depuis décembre 2015 un podcast très suivi aux Etats-Unis, au Canada et en Australie centré autour de l'analyse militaire.

## Filmographie
- 2023 : Mayans MC : Gretton[9]

## Ouvrages
- Jocko Willink et Leif Babin (trad. de l'anglais par Stephane Marlow), Responsabilité absolue : la méthode des Navy SEALs pour réussir, Paris, Ring, 2019, 429 p. (ISBN 979-10-91447-92-8), traduction de (en) Jocko Willink et Leif Babin, Extreme Ownership : How U.S. Navy Seals Lead and Win, 2015 (ISBN 978-1-76055-820-8).
- (en) Jocko Willink, Discipline Equals Freedom : Field Manual, St. Martin's Press, 2017, 208 p. (ISBN 978-1-250-15694-5).
- (en) Jocko Willink, The Way of the Warrior Kid, Feiwel & Friends, 2017, 192 p. (ISBN 978-1-250-15107-0).
- (en) Jocko Willink, Marc's Mission : Way of the Warrior Kid, Feiwel & Friends, 2018, 224 p. (ISBN 978-1-250-15679-2).
- (en) Jocko Willink, The Dichotomy of Leadership : Balancing the Challenges of Extreme Ownership to Lead and Win, St. Martin's Press, 2018, 320 p. (ISBN 978-1-250-19577-7).
- (en) Jocko Willink, Mikey and the Dragons, 2018 (ISBN 978-1-942549-43-7).